# Stuyvesant Street

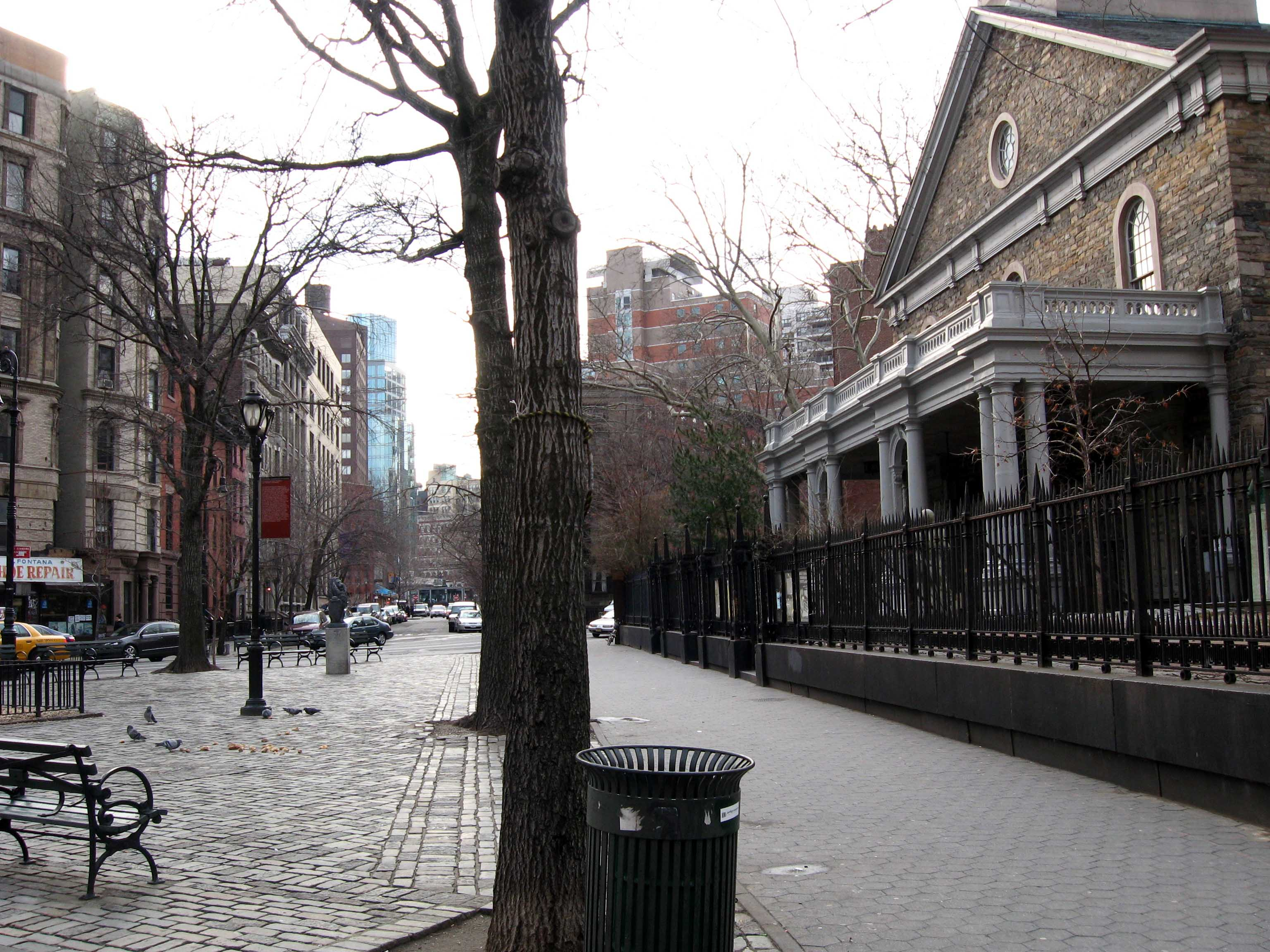
Stuyvesant Street richting het westen

Stuyvesant Street is een van de oudste straten op Manhattan in New York.
De straat liep oorspronkelijk oostwaarts door The Bowery, oftewel Peter Stuyvesants bouwerij (het oude Nederlandse woord voor boerderij), vanaf Bowery Road, tegenwoordig Fourth Avenue, naar het huis van Stuyvesant. Het huis ging in 1778 verloren in een brand en de familie verkocht de resterende begraafplaats en kapel, waar tegenwoordig St. Mark's Church in-the-Bowery staat.
Het Commissioners' Plan van 1811 vroeg om een strikt gebruik van een rooster op Manhattan, maar Stuyvesant Street was een uitzondering in het plan. Tot in de twintigste eeuw liep Stuyvesant Street in het oosten door tot Second Avenue, voor St. Mark's Church in-the-Bowery langs, waarnaar St. Mark's Place is vernoemd. Dat deel van de straat is nu veranderd in een minipark. In het westen liep de straat door tot Fourth Avenue (de oude Bowery Road), maar het kleine stuk tussen Fourth Avenue en Third Avenue is veranderd in een gebouw van een blok groot (het blok gevormd door E 9th St, 3rd Ave, E 8th St en 4th Ave), deel van de Cooper Union-campus.
Voor een groot deel van de achttiende en negentiende eeuw was Stuyvesant Street een belangrijke marktstraat, maar tegenwoordig is het een rustige straat met eengezinsappartementen en wordt het vaak gebruikt voor films in "Oud New York". Het is een van de weinige werkelijke oost-west lopende straten op Manhattan, aangezien de meeste straten zuidoost-noordwest lopen met een hoek van 28,9 graden. Het is een eenrichtingsweg naar het oosten, van Third Avenue tot 10th Street.